# イアムベー
イアムベー（古希: Ἰάμβη, Iambē）は、ギリシア神話の女性である。トラキアの出身で、牧神パーンとエーコーの娘。エレウシースの王家に仕える老女で、娘コレーを失ったデーメーテール女神を笑顔にさせたと伝えられている。イアンベー、長母音を省略してイアムベ、イアンベとも表記される。

## 神話
『ホメーロス風讃歌』「デーメーテール讃歌」によると、デーメーテールはハーデースに連れ去られた娘コレーを探して地上を放浪した。悲しみに胸を痛めながらエレウシースを訪れたとき女神は老婆のようであった。ケレオス王の館に招かれた女神は王妃メタネイラの席に座すことを勧められたが、目を伏せて黙ったまま座ろうとしなかった。そこでイアムベーが機転を利かせて、女神の前に椅子を置き、銀のように白い羊の毛皮を掛けると、女神は椅子に腰を下ろした。しかし、誰とも言葉を交わそうとせず、食事をしようともしなかった。そこでイアムベーは積極的に女神に話しかけ、繰り返し冗談を言った。すると女神はついに微笑み、そのかたくなな心を和ませることができた。その後、デーメーテールは勧められたぶどう酒を飲むことができないと言って断り、代わりにキュケオーンを飲んだ。
アポロドーロスは女たちがテスモポリア祭で嘲罵をよくするのはイアムベーの故事にちなんでいると語っている。『オルペウス讃歌』ではイアムベーと同じ役回りを演じる女性の名前はバウボーであり、自らの女性器を見せることで女神を笑わせたと語られている。したがって『ホメーロス風讃歌』でイアムベーがデーメーテールを笑わせるために冗談を言ったというのは控えめな表現であり、冗談の内容も猥雑なものであったと考えられる。
この物語はエレウシースの秘儀の起源譚となっている。秘儀では入信者は白い羊の毛皮が掛けられた椅子に座り、デーメーテールが食事に手を付けなかったように断食し、キュケオーンを飲むことになっていた。また一説によると古代ギリシアの抒情詩の1つイアムボスはイアムベーに由来するとも言われる。